# Ян Вольмінський
Ян Вольмінський (д/н — 1595) — державний та військовий діяч, урядник Речі Посполитої.

## Життєпис
Походив з польського шляхетського роду Вольмінських гербу Равич. Син Яна Вольмінського, генерального старости кам'янецького. На початку 1560-х років стає підкоморієм упіцьким. У 1568 році призначається старостою кревським. 1569 році одружився з Барбарою з роду Вецлавовичів.
Звитяжив у битвах лівонської війни, керуючи кіннотою та литовськими татарами, отримавши полковника У серпні 1579 року брав участь у захопленні Полоцька. У жовтні того ж року отримує посаду каштеляна Полоцька (обіймав до 1588 року). У 1580 році брав участь у захопленні міста і фортеці Великі Луки. У 1581—1582 роках активно діяв на Курщині та Смоленщині, завдавши збитків московській владі.
У 1588 році призначено воєводою Смоленським. Помер у 1595 році.

## Родина
Дружина — Барбара Вецлавович
Діти:
- Єжи, підкоморій упіцький